# Leandro (nome)
Leandro  è un nome proprio di persona italiano maschile.

## Varianti
- Maschili: Aleandro[7][8]
- Femminili: Leandra[2][9], Aleandra[7]

### Varianti in altre lingue
- Basco: Lander[10]
- Catalano: Leandre[10]
- Francese: Léandre[3][4]
- Greco antico: Λεανδρος (Leandros)[3][5], Λειανδρος (Leiandros)[6][11]
- Inglese: Leander
- Latino: Leander[1][3][5], Leandrus[1][5]
- Lituano: Leandras
- Polacco: Leander
- Portoghese: Leandro[3][4]
  - Femminili: Leandra[9]
- Rumeno: Leandru
- Spagnolo: Leandro[3][10]
  - Femminili: Leandra[9]

## Origine e diffusione

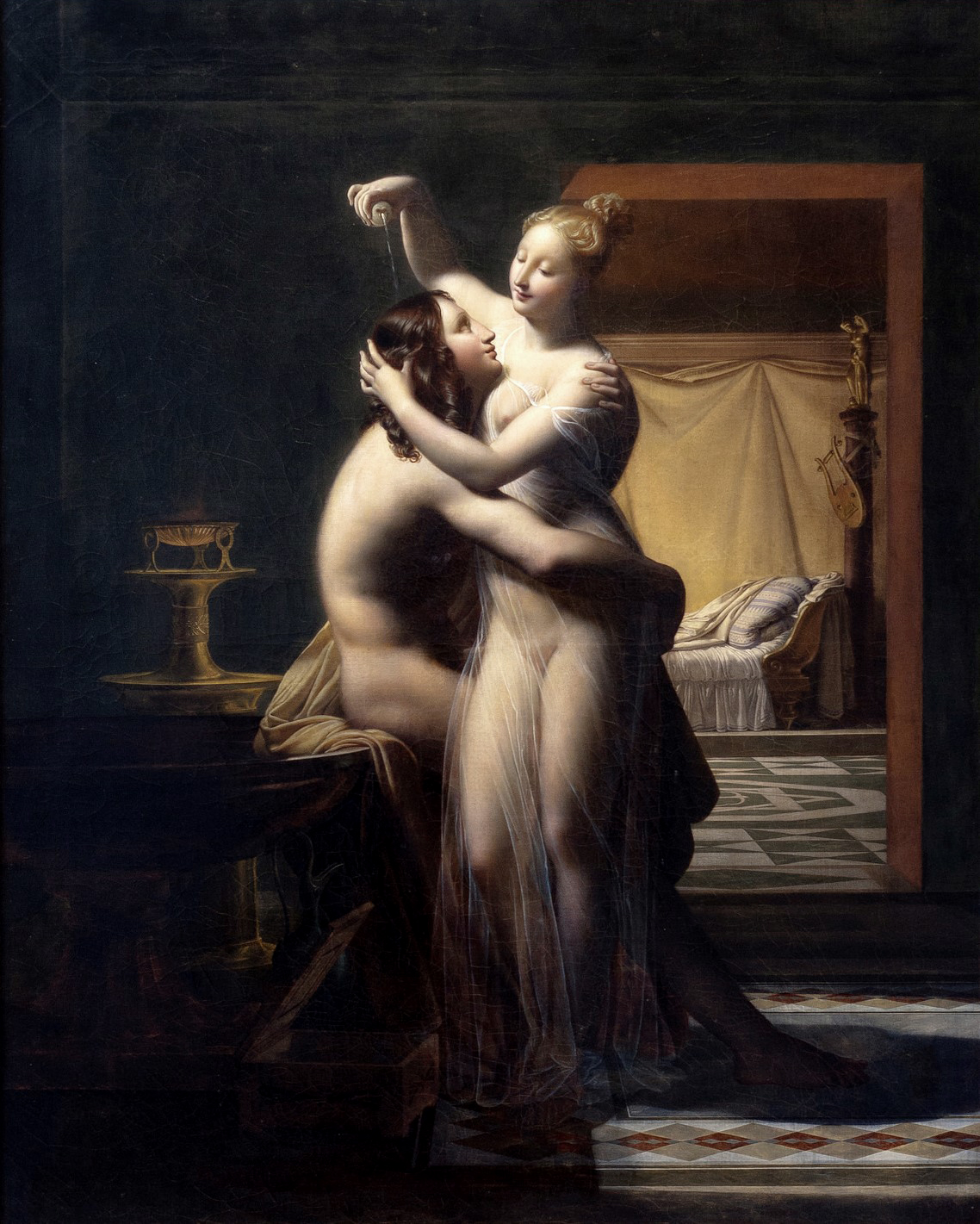
Ero e Leandro, di Pierre Claude François Delorme

Deriva dal greco antico Λεανδρος (Leandros) o Λειανδρος (Leiandros), latinizzato in Leandrus e Leander. L'etimologia non è del tutto certa: mentre il secondo elemento è sicuramente ἀνδρός (andros, "uomo", genitivo di ἀνήρ, anḗr), il primo viene identificato con diversi elementi a seconda delle fonti:
- λεων (leon), "leone", il che darebbe al nome il significato di "uomo-leone"[3][4][10][11]
- λαος (laos), o la sua variante ionica ληός (leos) o quella attica λεώς (leos), "popolo", quindi "uomo del popolo")[2][4][5]
- λειος (leios), "liscio", "delicato", quindi "uomo delicato"[1][6]
- léios ("calmo"), quindi "uomo calmo"[12]

Nome che gode di buona diffusione, richiama generalmente dal mito greco di Ero e Leandro, ripreso in molte opere, nel quale Leandro attraversò a nuoto l'Ellesponto per giungere dall'amata Ero, annegando a causa di una tempesta. La variante prostestica Aleandro è tipicamente toscana. In spagnolo, viene talvolta considerato un derivato di Alessandro.

## Onomastico
L'onomastico si può festeggiare il 13 marzo (o 27 febbraio o 13 novembre su certi calendari) in onore di san Leandro, arcivescovo di Siviglia. Con questo nome, in data 8 gennaio, si ricorda anche il beato Leandro, teologo mercedario a Murcia.

## Persone

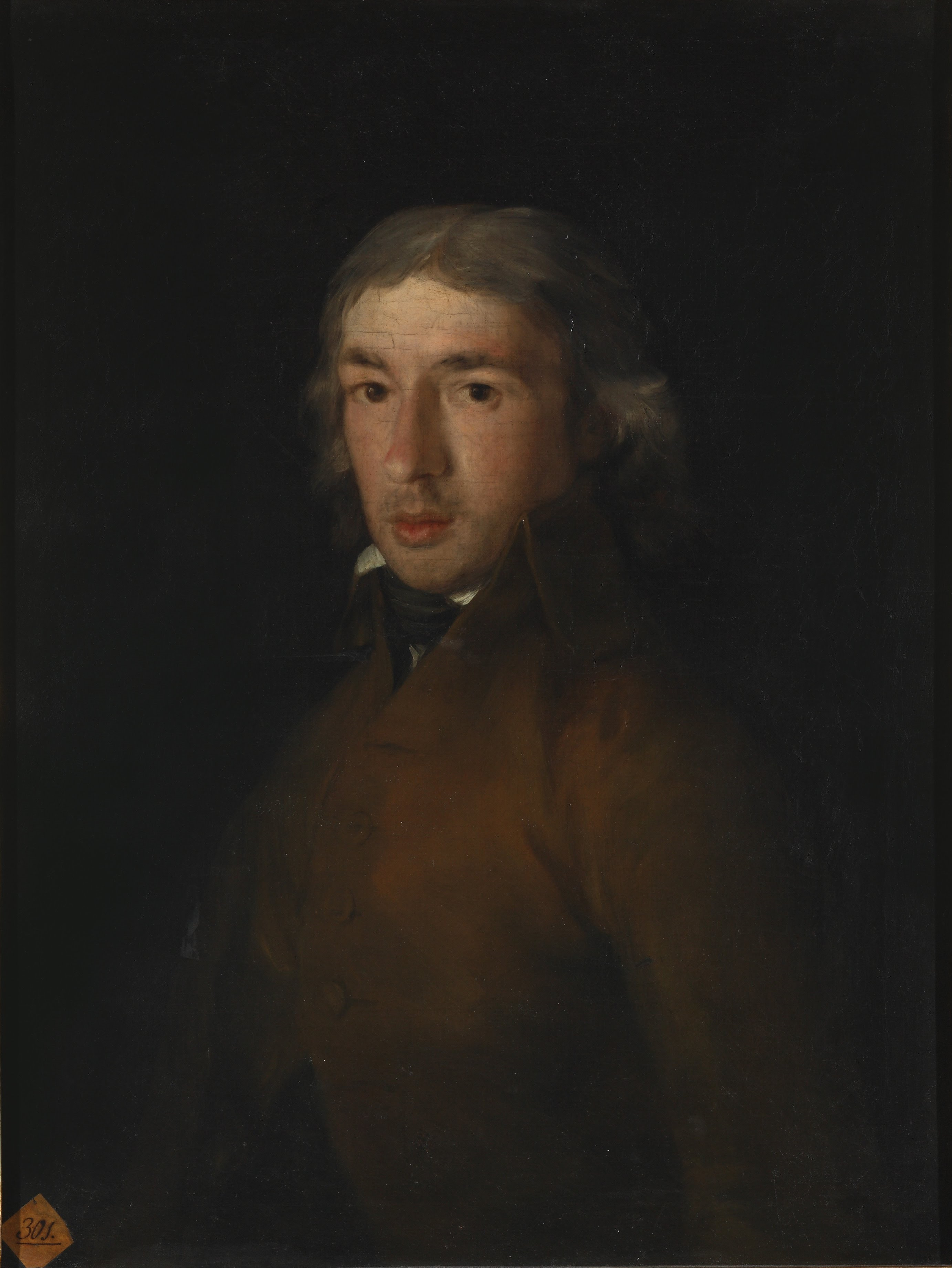
Leandro Fernández de Moratín

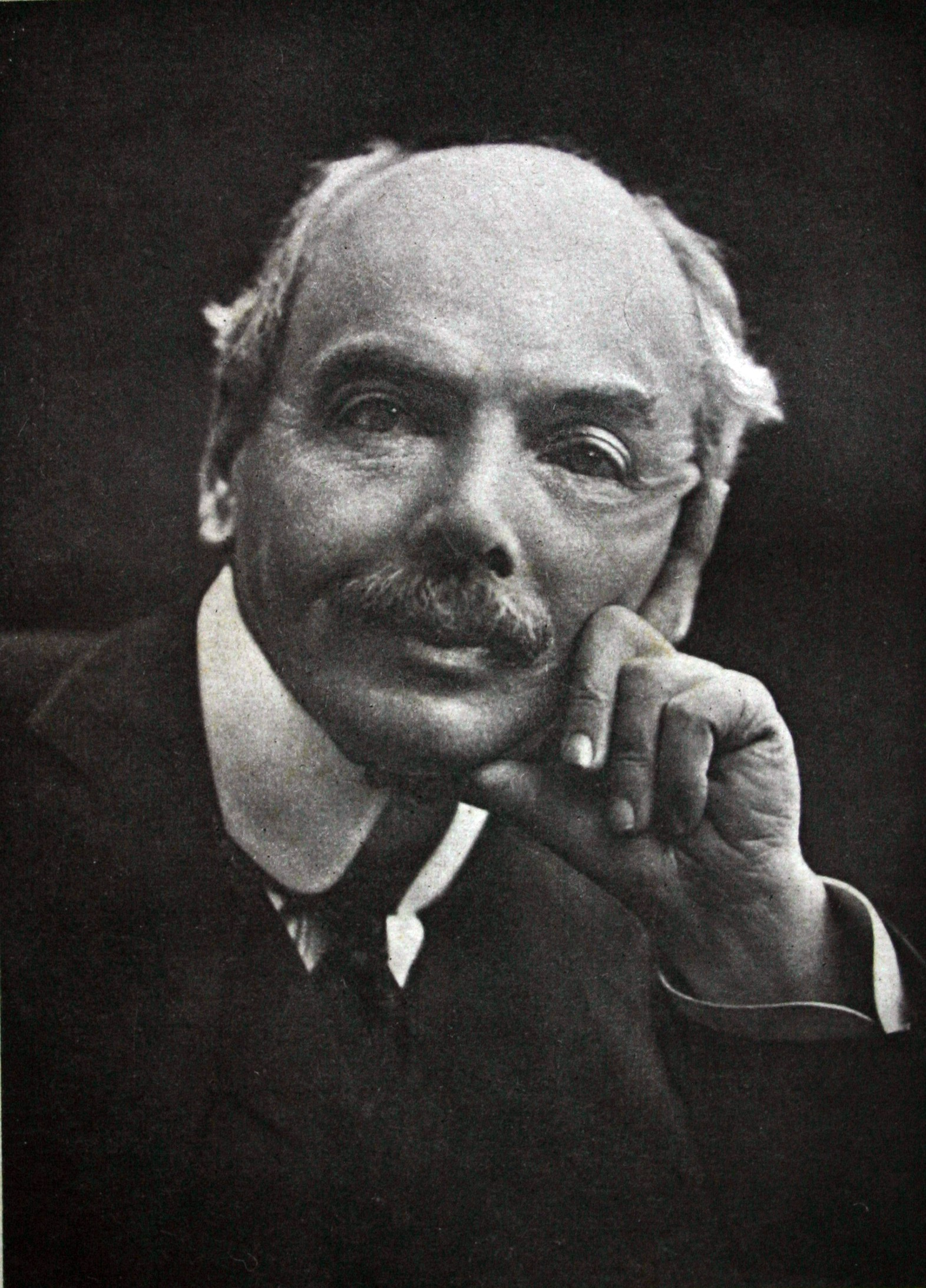
Leander Starr Jameson

- Leandro di Siviglia, arcivescovo e santo spagnolo
- Leandro Alberti, storico, filosofo e teologo italiano
- Leandro Arpinati, politico e dirigente sportivo italiano
- Leandro Barbosa, cestista brasiliano
- Leandro Bisiach, liutaio italiano
- Leandro Barsotti, cantante e giornalista italiano
- Leandro Castellani, regista italiano
- Leandro Faggin, pistard e ciclista su strada italiano
- Leandro Fernández de Moratín, poeta, drammaturgo e saggista spagnolo
- Leandro Greco, calciatore italiano
- Leandro Paredes, calciatore argentino
- Leandro Remondini, allenatore di calcio e calciatore italiano
- Leandro Rinaudo, calciatore italiano

### Variante Aleandro
- Aleandro Baldi, cantante e cantautore italiano
- Aleandro Longhi, politico italiano
- Aleandro Rosi, calciatore italiano

### Variante Leander
- Leander Starr Jameson, politico britannico
- Leander Deeny, scrittore statunitense
- Leander Modersohn, attore tedesco
- Leander Paes, tennista indiano

### Altre varianti
- Léandre Griffit, calciatore francese

## Il nome nelle arti
- Leandro è il nome del personaggio dell'innamorato nella commedia dell'arte.
- Leandro è un personaggio di una novella del Decameron di Boccaccio.
- Leandro è un personaggio dell'opera di Sergej Prokof'ev L'amore delle tre melarance.
- Leandro è un personaggio dell'opera di Jean Racine I litiganti.
- Leandro è un personaggio dell'opera di Molière Il medico per forza.
- Leandro è un personaggio del film del 1909 Il diavolo zoppo, diretto da Luigi Maggi.
- Leander è un personaggio dell'omonimo videogioco.
- Leandro Díaz Rivarola è un personaggio della serie televisiva Il mondo di Patty.
- Leandro Necci è un personaggi dell'opera di Giovanni Paisiello Il duello.